# Belmont-de-la-Loire
Belmont-de-la-Loire település Franciaországban, Loire megyében. Lakosainak száma 1429 fő (2022. január 1.). Belmont-de-la-Loire Chauffailles, Ranchal, Saint-Igny-de-Roche, Belleroche, Écoche, Cours és Saint-Germain-la-Montagne községekkel határos.

## Népesség
A település népességének változása:
| Lakosok száma | 1659 | 1567 | 1528 | 1515 | 1577 | 1552 | 1491 | 1477 | 1467 | 1429 |
|               | 1968 | 1982 | 1990 | 2006 | 2013 | 2015 | 2017 | 2019 | 2020 | 2022 |